# Cathédrale de Monterusciello
La cathédrale de Monterusciello est une église catholique romaine de Monterusciello, en Italie. Il s'agit d'une cocathédrale du diocèse de Pouzzoles.